# Киселица (Болгария)
Киселица (болг. Киселица) — село в Болгарии. Находится в Кюстендилской области, входит в общину Трекляно. Население составляет 33 человека.

## Политическая ситуация
Киселица подчиняется непосредственно общине и не имеет своего кмета.
Кмет (мэр) общины Трекляно — Камен Стойнев Арсов (Болгарская социалистическая партия (БСП)) по результатам выборов в правление общины.